# Studenckie Koło Przewodników Górskich w Krakowie
Studenckie Koło Przewodników Górskich w Krakowie jest najstarszym studenckim kołem przewodnickim w Polsce. Zostało założone w 1955 r. przez Włodzimierza Kulczyckiego. Od 1963 działa w strukturze Oddziału Akademickiego PTTK w Krakowie. W 1987 r. z SKPG odłączyli się przewodnicy tatrzańscy tworząc Akademickie Koło Przewodników Tatrzańskich. W trakcie ponad 50-letniej działalności do Koła przyjęto ponad 1000 osób (w tym prawie 900 z numerowanymi, trójkątnymi odznakami SKPG, projektu Janusza Jutrzenki-Trzebiatowskiego). Osobom szczególnie związanym z Kołem, które nie są przewodnikami, SKPG przyznaje odznakę „Sympatyka Koła”.
W swej działalności SKPG skupia się przede wszystkim na szkoleniu kadry przewodnickiej wywodzącej się głównie z krakowskiego środowiska akademickiego. Szkolenie trwa ok. półtora roku i zakończone jest egzaminami teoretycznymi oraz praktycznym egzaminem wewnętrznym, których zdanie uprawnia do podejścia do egzaminu państwowego na przewodnika beskidzkiego. SKPG organizuje również weekendowe wyjazdy non profit w Beskidy, Pieniny oraz na Pogórza, w cyklach „Weekend w górach” oraz „Korona Pogórzy”. Nowatorską inicjatywą SKPG jest impreza „Góry po robocie”, polegająca na popołudniowym wyjeździe w środku tygodnia do któregoś z beskidzkich schronisk i powrót rankiem dnia następnego. W okresie letnim SKPG czynnie uczestniczy w organizacji „Akcji Lato”, czyli wyjazdów wielodniowych w góry Polski oraz krajów sąsiednich.
Przewodnicy z SKPG opiekują się ponadto bazami namiotowymi na Gorcu, na Lubaniu oraz w Radocynie.
Innym przejawem działalności promującej turystykę są organizowane cyklicznie, co dwa tygodnie, pokazy slajdów osób mniej lub bardziej związanych z Kołem, z ich wypraw w różne zakątki świata. 
Koło prowadzi również działalność wydawniczą. W dorobku SKPG znajduje się kilkadziesiąt pozycji obejmujących przewodniki, śpiewniki, materiały szkoleniowe, biuletyny informacyjne, materiały bibliograficzne oraz reportaże z górskich wypraw. Do najbardziej reprezentacyjnych wydawnictw SKPG należy ukazujący się od 1978 roku periodyk „Watra”.
Oficjalnym biuletynem SKPG jest aperiodyk Beskidnik, ukazujący się od 1998 r.